# Paimpont
Paimpont (bret. Pempont) – miejscowość i gmina we Francji, w regionie Bretania, w departamencie Ille-et-Vilaine.
Według danych na rok 1990 gminę zamieszkiwało 1385 osób, a gęstość zaludnienia wynosiła 13 osób/km² (wśród 1269 gmin Bretanii Paimpont plasuje się na 453. miejscu pod względem liczby ludności, natomiast pod względem powierzchni na miejscu 3.).
Na głównym placu Paimpont znajduje się opactwo z VII w., z gotycką podobizną depczącej smoka Najświętszej Maryi Panny z Dzieciątkiem na rękach nad wejściem.
Wszystkie ulice w miasteczku nawiązują do legendy o królu Arturze i Rycerzach Okrągłego Stołu. Znajdują się tu zatem m.in. ulice Kawalera Lancelota du Lac, Wróżki Viviane i Czarodzieja Merlina.